# Ballaban
Ballaban (albanisch auch Ballabani, serbisch Балабан Balaban) ist ein Dorf im Kosovo, das zur Gemeinde Pristina gehört.

## Geographie
Es liegt im gebirgigen Hochland Gollak rund 20 Kilometer entfernt von der Hauptstadt Pristina, nördlich angrenzend befindet sich der Batllava-See.

## Bevölkerung
Ballaban hat gemäß 2011 durchgeführter Volkszählung 167 Einwohner, allesamt Albaner.
| Zensus    | 1948 | 1953 | 1961 | 1971 | 1981 | 1991 | 2011 |
| --------- | ---- | ---- | ---- | ---- | ---- | ---- | ---- |
| Einwohner | 681  | 602  | 648  | 614  | 514  | 558  | 167  |